# 23473 Voss
23473 Voss este un asteroid din centura principală, descoperit pe 11 octombrie 1990, de Freimut Börngen și Lutz Schmadel.